# Jaekelopterus
Jaekelopterus rhenaniae («крило Отто Єкеля з Рейнської області») — гігантський евриптерид. Довжина оцінюється у 2,5 м, це одне з двох найбільших членистоногих, коли-небудь знайдених (друге — гігантська артроплевра, хоча, яка тварина була більшою, незрозуміло). Другий за величиною евриптерид — Pterygotus. Jaekelopterus жив близько 390 млн років тому. Хоча він є ракоскорпіоном, передбачається його існування в прісних водоймах, а не в солоних морях. Тварину описали Симон Бредді та Маркус Почманн з університету Брістоля в журналі «Biology Letters» (листопад 2007 р.). Відома хеліцера єкелоптеруса довжиною 49 см, на основі її розмірів було обчислено загальну довжину істоти. Скам'янілі рештки були виявлені в Німеччині і датовані раннім девоном.